# Des Moines Hearst-Argyle Television Tower Alleman

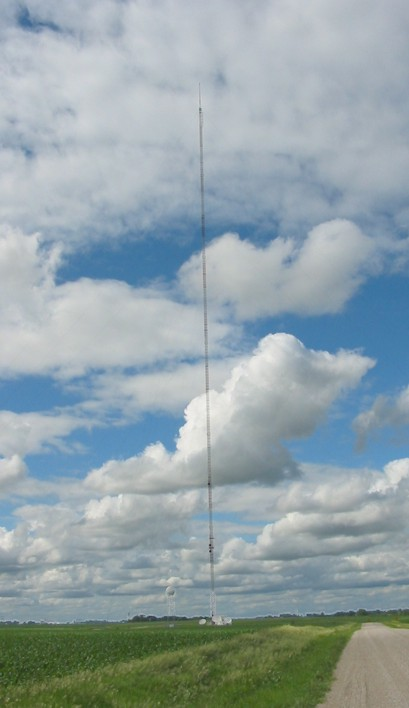
Des Moines Hearst-Argyle Television Tower Alleman.

Des Moines Hearst-Argyle Television Tower Alleman är en 609,6 meter (2.000 fot) hög vajrad radiomast av Des Moines Hearst-Argyle Television i Alleman, Iowa, USA. Des Moines Hearst-Argyle Television Tower Alleman byggdes år 1974 och används till att sända KCCI-TV:s signaler. Ungefär 800 meter öster om masten ligger WOI Tower, en annan vajrad radiomast av samma höjd.